# Bembidion rosslandicum
Bembidion rosslandicum är en skalbaggsart som beskrevs av Carl Hildebrand Lindroth. Bembidion rosslandicum ingår i släktet Bembidion och familjen jordlöpare. Inga underarter finns listade i Catalogue of Life.